# مرکز فرهنگی اسلامی نیویورک

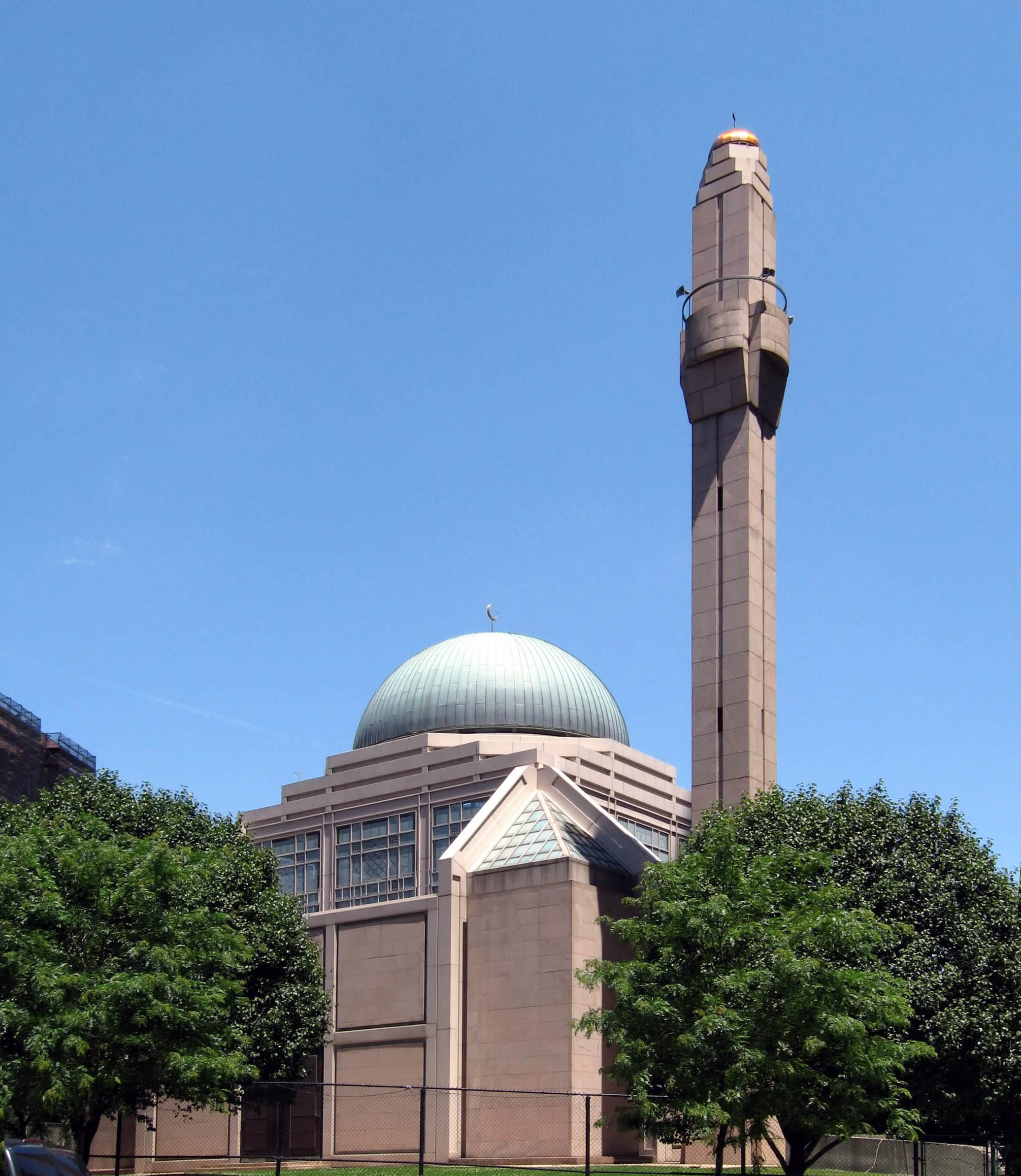

مرکز فرهنگی اسلامی نیویورک (به انگلیسی: Islamic Cultural Center of New York) از مساجد مهم آمریکا است و در شهر نیویورک قرار دارد.
این مرکز در سال ۱۹۸۷ (میلادی) شروع به ساختن گردید و در مراسم عید فطر سال ۱۹۹۱ رسماً افتتاح گردید. کشور کویت و شاه حسین مراکش اکثر بودجهٔ ساخت ۱۷ میلیون دلاری آن را تقبل کردند.
معمار آن شرکت مشهور اسکیدمور، اوینگز و مریل بود، و بر اساس تلفیق شیوه‌های نوین معماری با معماری مساجد سنتی عثمانی بنا گردیده.

## جوایز
- ۱۹۹۳ • International Association of Lighting Designers • Award of Excellence
- ۱۹۹۲ • General Building Contractors of New York State • Downstate Building Award
- ۱۹۹۲ • Interfaith Forum on Religion, Art and Architecture • Art and Architecture Award
- ۱۹۹۲ • Interiors • Interiors Award